# Phrynobatrachus hieroglyphicus
Phrynobatrachus hieroglyphicus es una especie de anfibio anuro de la familia Phrynobatrachidae.

## Distribución geográfica
Esta especie es endémica del monte Nimba en Liberia. 
Se encuentra a 700 m sobre el nivel del mar.

## Etimología
El nombre específico hieroglyphicus proviene de la palabra Jeroglífico, con referencia al patrón de coloración dorsal de esta especie.

## Publicación original
- Rödel, Ohler & Hillers, 2010 : A new extraordinary Phrynobatrachus (Amphibia, Anura, Phrynobatrachidae) from West Africa. Zoosystematics and Evolution, vol. 86, p. 257-261.[3]